# Halaphanolaimus longisetosus
Halaphanolaimus longisetosus är en rundmaskart. Halaphanolaimus longisetosus ingår i släktet Halaphanolaimus, och familjen Leptolaimidae. Arten är reproducerande i Sverige.